# 정동효
정동효(1981년 12월 5일 ~)는 대한민국의 뮤지컬 배우다.

## 방송
- 팬텀싱어 1 (2016) - Top24(22위)

## 공연
- 몬테크리스토 (2016~2017)
- M.A.D SHOW 〈 R U HAPPY？! 〉 (2017)
- 레베카 (2017~2018)
- 피가로의 결혼 (2018)

## 수상
- 제44회 스페인 바르셀로나 비냐스 국제성악콩쿠르 슈베르트 음악 해석상 (2007)
- 제44회 스페인 바르셀로나 비냐스 국제성악콩쿠르 가곡 음악 표현상 (2007)
- 제33회 중앙음악콩쿠르 성악부문 3위 (2007)
- 제1회 유클래식 전국 성가 콩쿠르 2위 (2006)
- 제4회 전국 독일가곡 콩쿠르 대학 일반부 1위 (2006)
- 제18회 한국성악콩쿠르 남자 대학부 1위 (2005)